# Leucaena pueblana
Leucaena pueblana är en ärtväxtart som beskrevs av Nathaniel Lord Britton och Joseph Nelson Rose. Leucaena pueblana ingår i släktet Leucaena och familjen ärtväxter. IUCN kategoriserar arten globalt som sårbar. Inga underarter finns listade i Catalogue of Life.